# Serumbia
Serumbia is een bestuurslaag in het regentschap Karo van de provincie Noord-Sumatra, Indonesië. Serumbia telt 509 inwoners (volkstelling 2010).